# Bucksport (Maine)
Bucksport ist eine Town im Hancock County des Bundesstaates Maine in den Vereinigten Staaten. Im Jahr 2020 lebten dort 4944 Einwohner in 2526 Haushalten auf einer Fläche von 146,41 km².

## Geografie
Nach dem United States Census Bureau hat Bucksport eine Gesamtfläche von 146,41 km², von denen 133,49 km² Land sind und 12,92 km² aus Gewässern bestehen.

### Geografische Lage
Bucksport liegt an der Mündung des Penobscot Rivers in die Penobscot Bay und im Nordwesten des Hancock Countys und grenzt im Norden an das Penobscot County und im Westen an das Waldo County. Der Penobscot River begrenzt die Town im Westen. Auf dem Gebiet der Town befinden sich mehrere Seen. Der größte ist der Silver Lake im Süden. Im Norden befinden sich der Thurston Pond und der Long Pond. Zentral gelegen ist der Jacob Buck Pond. Die Oberfläche ist hügelig, die höchste Erhebung ist der zentral gelegene, 256 m hohe Kings Mountain.

### Nachbargemeinden
Alle Entfernungen sind als Luftlinien zwischen den offiziellen Koordinaten der Orte aus der Volkszählung 2010 angegeben.
- Norden: Orrington, Penobscot County, 3,3 km
- Osten: Dedham, 22,3 km
- Südosten: Orland, 9,9 km
- Süden: Verona Island, 4,8 km
- Südwesten: Prospect, Waldo County, 13,2 km
- Westen: Frankfort, Waldo County, 19,2 km
- Nordwesten: Winterport, Waldo County 17,0 km

### Stadtgliederung
In Bucksport gibt es mehrere Siedlungsgebiete: Bucks Mills (Buck’s Mills), Bucksport, Bucksport Center, East Bucksport, Millvale, North Bucksport, Santiago und Winterport Ferry (ehemalige Eisenbahnstation).

### Klima
Die mittlere Durchschnittstemperatur in Bucksport liegt zwischen −7,22 °C (19° Fahrenheit) im Januar und 20,6 °C (69° Fahrenheit) im Juli. Damit ist der Ort gegenüber dem langjährigen Mittel der USA um etwa 6 Grad kühler. Die Schneefälle zwischen Oktober und Mai liegen mit bis zu zweieinhalb Metern mehr als doppelt so hoch wie die mittlere Schneehöhe in den USA; die tägliche Sonnenscheindauer liegt am unteren Rand des Wertespektrums der USA.

## Geschichte

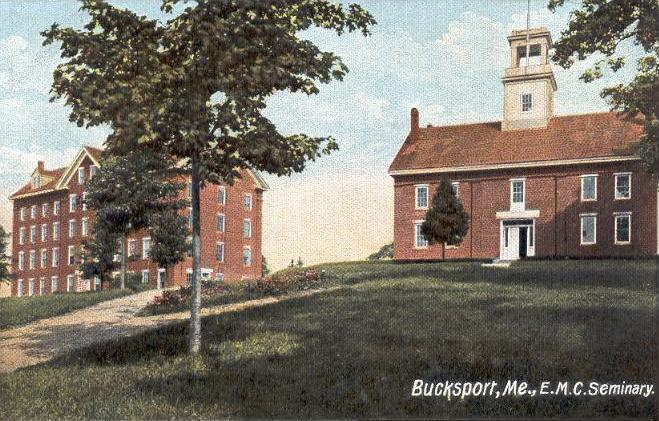
East Maine Conference Seminary um 1907

Bucksport gehörte zu den sechs Gemeinden, deren Grant durch die Könige Wilhelm und Maria II. an David Marsh und 350 weiteren Bürgern von Massachusetts und New Hampshire vergeben. Die Landvergabe wurde 1764 vom Gericht in Massachusetts bestätigt.
Zunächst wurde das Gebiet als Township No. 1 East of Penobscot River, Livermore Survey (T1 EPR LS) bezeichnet, oder als Township No. 1 West of Union River. Die anderen fünf Townships waren Plantation No. 2 Orland, Plantation No. 3 Penobscot (Castine), Plantation No. 4 Sedgwick, Plantation No. 5 Blue Hill und Plantation No. 6 Surry.
Colonel Jonathan Buck erreichte im August 1762 zusammen mit James und William Duncan, Richard Emerson und William Chamberlain den Ort und begannen mit der Besiedlung. Durch die Briten wurde 1779 die Ansiedlung niedergebrannt. Als Town wurde das Gebiet im Jahr 1792 zunächst unter dem Namen Buckstown nach Jonathan Buck, einem der ersten Siedler benannt. Der Name wurde 1817 in Bucksport geändert.
Das erste Postamt der Town wurde 1799 gegründet und die Gazette of Maine, eine der frühen Zeitungen wurde im Jahr 1804 in Buckstown herausgegeben. Die Penobscot Bank gründete sich 1804 und bestand sechs Jahre.
Die Eastern Maine Railway erreichte Bucksport im Jahr 1883, zunächst als Bucksport and Bangor Railroad. Sie wurde von der Maine Central Railroad übernommen. Der Personenverkehr wurde im Jahr 1937 eingestellt, seitdem findet auf der Strecke lediglich ein Güterverkehr statt.

### Einwohnerentwicklung
| Volkszählungsergebnisse – Town of Bucksport, Maine | Volkszählungsergebnisse – Town of Bucksport, Maine | Volkszählungsergebnisse – Town of Bucksport, Maine | Volkszählungsergebnisse – Town of Bucksport, Maine | Volkszählungsergebnisse – Town of Bucksport, Maine | Volkszählungsergebnisse – Town of Bucksport, Maine | Volkszählungsergebnisse – Town of Bucksport, Maine | Volkszählungsergebnisse – Town of Bucksport, Maine | Volkszählungsergebnisse – Town of Bucksport, Maine | Volkszählungsergebnisse – Town of Bucksport, Maine | Volkszählungsergebnisse – Town of Bucksport, Maine |
| Jahr                                               | 1800                                               | 1810                                               | 1820                                               | 1830                                               | 1840                                               | 1850                                               | 1860                                               | 1870                                               | 1880                                               | 1890                                               |
| -------------------------------------------------- | -------------------------------------------------- | -------------------------------------------------- | -------------------------------------------------- | -------------------------------------------------- | -------------------------------------------------- | -------------------------------------------------- | -------------------------------------------------- | -------------------------------------------------- | -------------------------------------------------- | -------------------------------------------------- |
| Einwohner                                          | 624                                                | 1403                                               | 1658                                               | 2237                                               | 3015                                               | 3381                                               | 3554                                               | 3433                                               | 3047                                               | 2921                                               |
| Jahr                                               | 1900                                               | 1910                                               | 1920                                               | 1930                                               | 1940                                               | 1950                                               | 1960                                               | 1970                                               | 1980                                               | 1990                                               |
| Einwohner                                          | 2339                                               | 2216                                               | 1906                                               | 2135                                               | 2927                                               | 3102                                               | 3466                                               | 3756                                               | 4345                                               | 4825                                               |
| Jahr                                               | 2000                                               | 2010                                               | 2020                                               | 2030                                               | 2040                                               | 2050                                               | 2060                                               | 2070                                               | 2080                                               | 2090                                               |
| Einwohner                                          | 4908                                               | 4924                                               | 4944                                               |                                                    |                                                    |                                                    |                                                    |                                                    |                                                    |                                                    |

## Kultur und Sehenswürdigkeiten

### Bauwerke

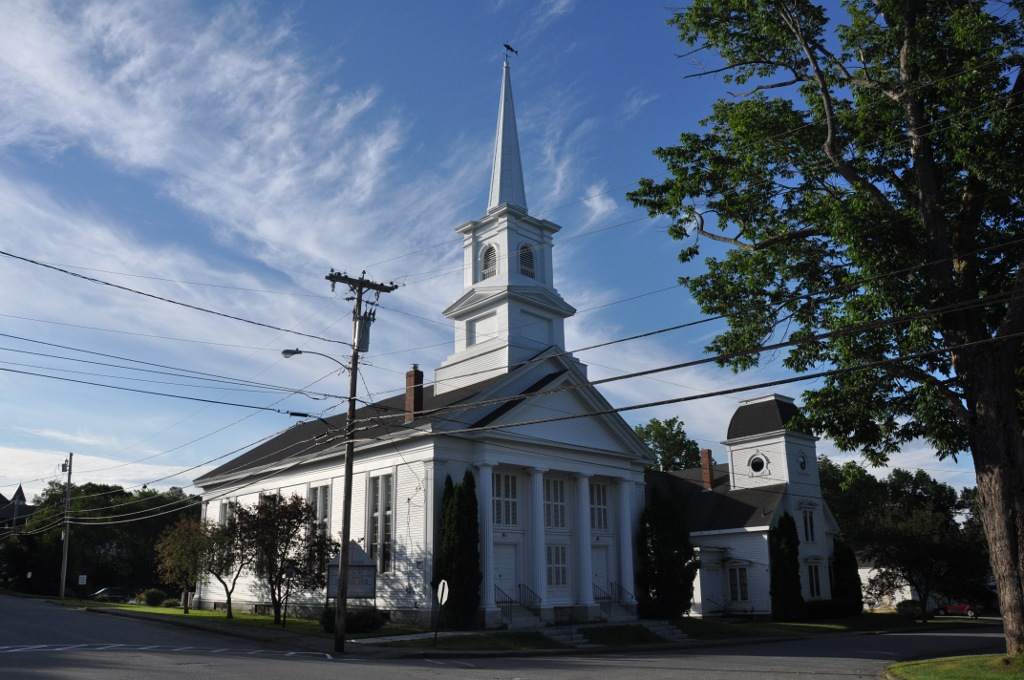
Elm Street Congregational Church and Parish House

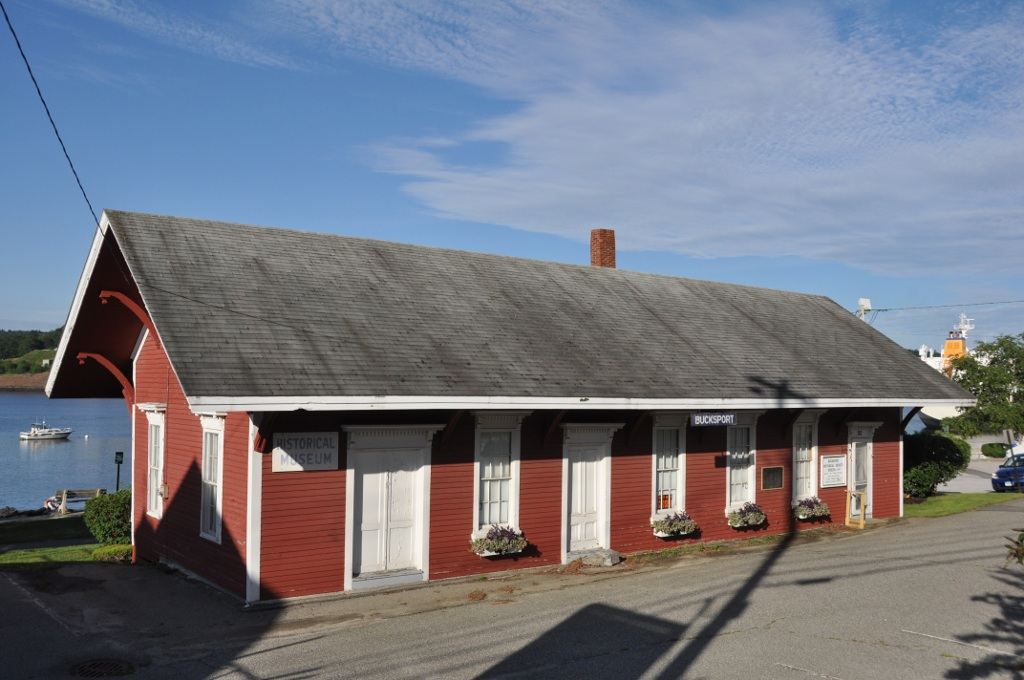
Bucksport Rail Road Station

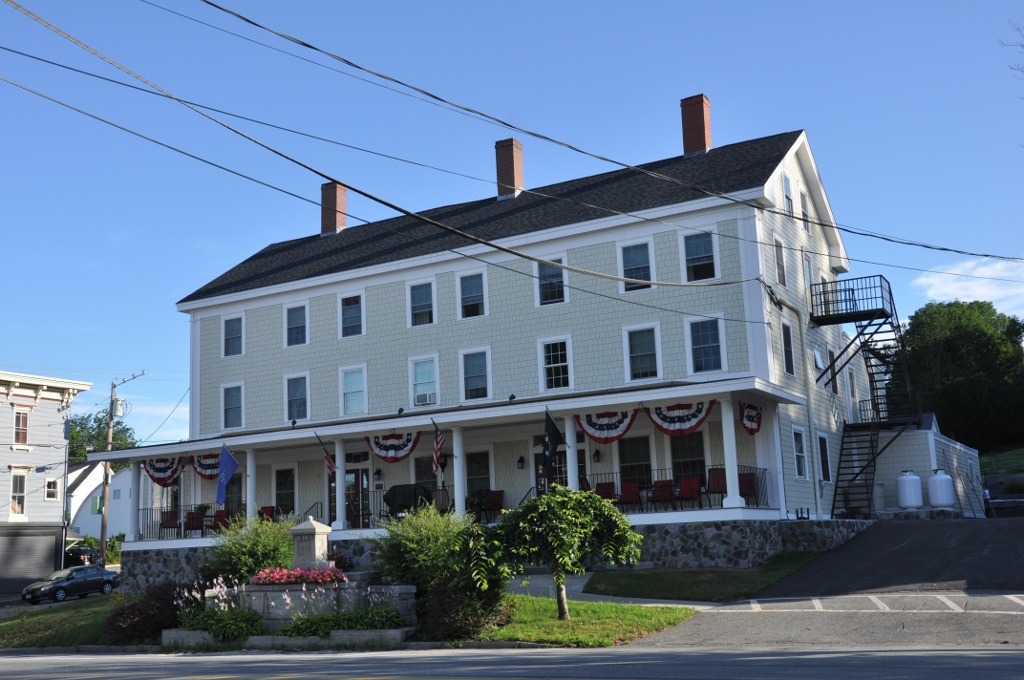
Jed Prowty Tavern

In Bucksport wurde mehrere Gebäude unter Denkmalschutz gestellt und ins National Register of Historic Places aufgenommen:
- Brown-Pilsbury Double House, aufgenommen 1997, Register-Nr. 97001129
- Buck Memorial Library, aufgenommen 1987, Register-Nr. 87002193
- Bucksport Railroad Station, aufgenommen 1975, Register-Nr. 75000091
- Duck Cove School, aufgenommen 1993, Register-Nr. 93000640
- Elm Street Congregational Church and Parish House, aufgenommen 1990, Register-Nr. 90000925
- Brown-Pilsbury Double House, aufgenommen 1997, Register-Nr. 97001129
- James Emery House, aufgenommen 1974, Register-Nr. 74000151
- Phineas Heywood House, aufgenommen 1988, Register-Nr. 87002194
- Jed Prouty Tavern and Inn, aufgenommen 1986, Register-Nr. 86000074
- Wilson Hall, aufgenommen 1983, Register-Nr. 83000452

## Wirtschaft und Infrastruktur

### Verkehr
Die Maine State Route 15 verläuft in nordsüdlicher Richtung entlang des im Westen gelegenen Penobscot Rivers. Ebenfalls in nordsüdlicher Richtung verläuft durch den Osten der Town die Maine State Route 46.

### Öffentliche Einrichtungen
Bucksport besitzt keine eigenen medizinischen Einrichtungen oder Krankenhäuser. Die Nächstgelegenen befinden sich in Brewer, Belfast und Bangor.
Die Buck Memorial Library befindet sich in der Maine Street in Bucksport.

### Bildung
Bucksport gehört mit Orland, Prospect und Verona Island zum Schulbezirk RSU 25.
In Bucksport werden folgende Schulen angeboten:
- GH Jewett School, mit Pre-Kindergarten und Kindergarten
- Miles Lane School mit den Schulklassen 1 bis 4
- Bucksport Middle School mit den Schulklassen 5 bis 8
- Bucksport High School mit den Schulklassen 9 bis 12

## Persönlichkeiten

### Söhne und Töchter der Stadt
- Carl Darling Buck (1866–1955), Philologe

### Persönlichkeiten, die vor Ort gewirkt haben
- Molly Kool (1916–2009), Kapitänin zur See
- Edmund von Mach (1870–1927), Kunsthistoriker, Hochschullehrer, Autor und Übersetzer
- Scott Nearing (1883–1983), Autor, Pädagoge und Landwirt
- Peter Suber (* 1951), Professor der Philosophie, führend in der Open-Access-Bewegung